# Estación General Madariaga
General Madariaga es una estación ferroviaria ubicada en la ciudad del mismo nombre, en el partido de General Madariaga, Provincia de Buenos Aires, Argentina.

## Servicios
El edificio de la estación es utilizado como Oficina de Información Turística. 
No presta servicios de pasajeros desde el 1 de abril de 2025.

## Ubicación
Se encuentra ubicada a 317 km de la estación Constitución, en el centro de la localidad de Madariaga.

## Galería

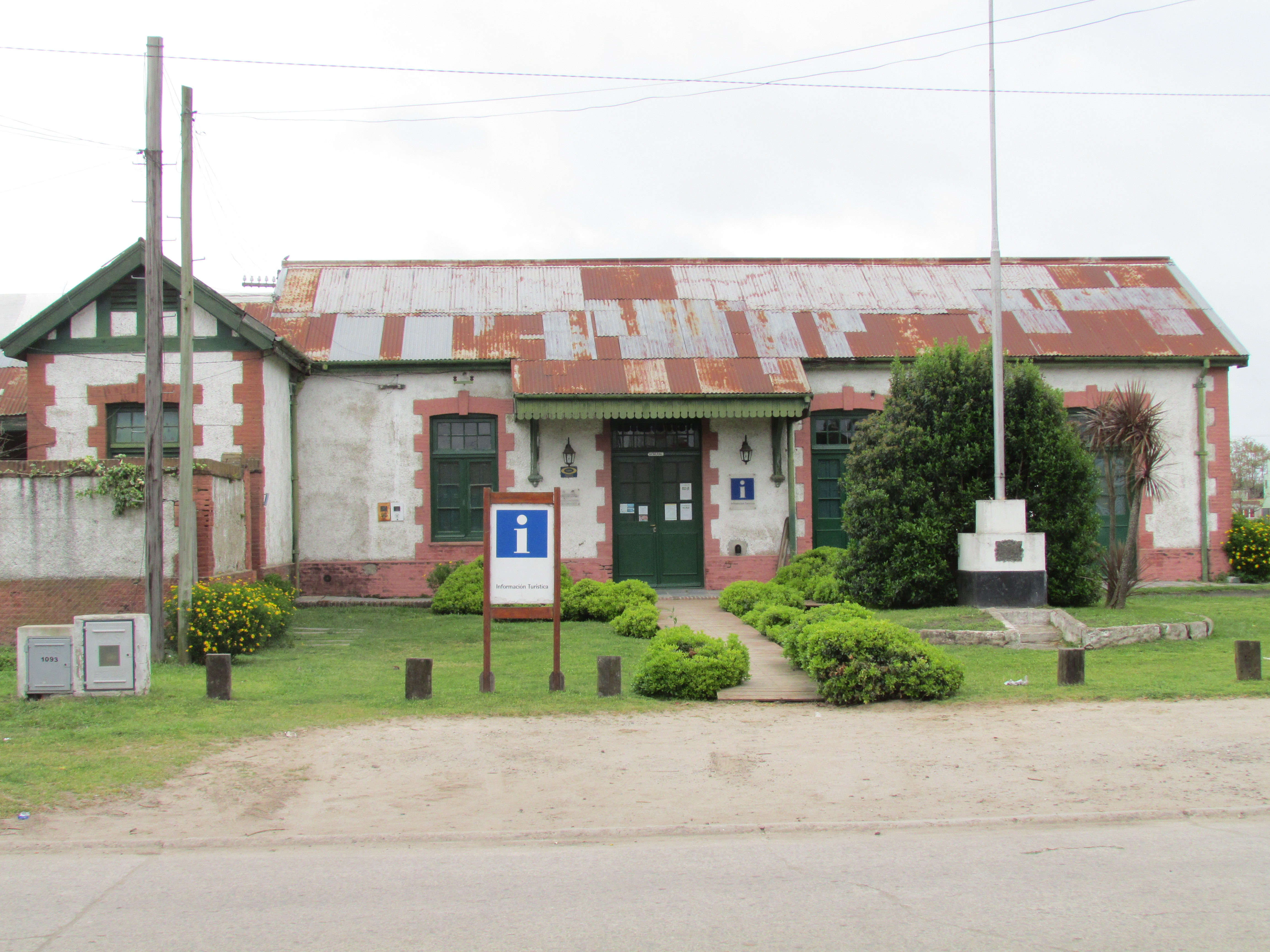
Frente del edificio
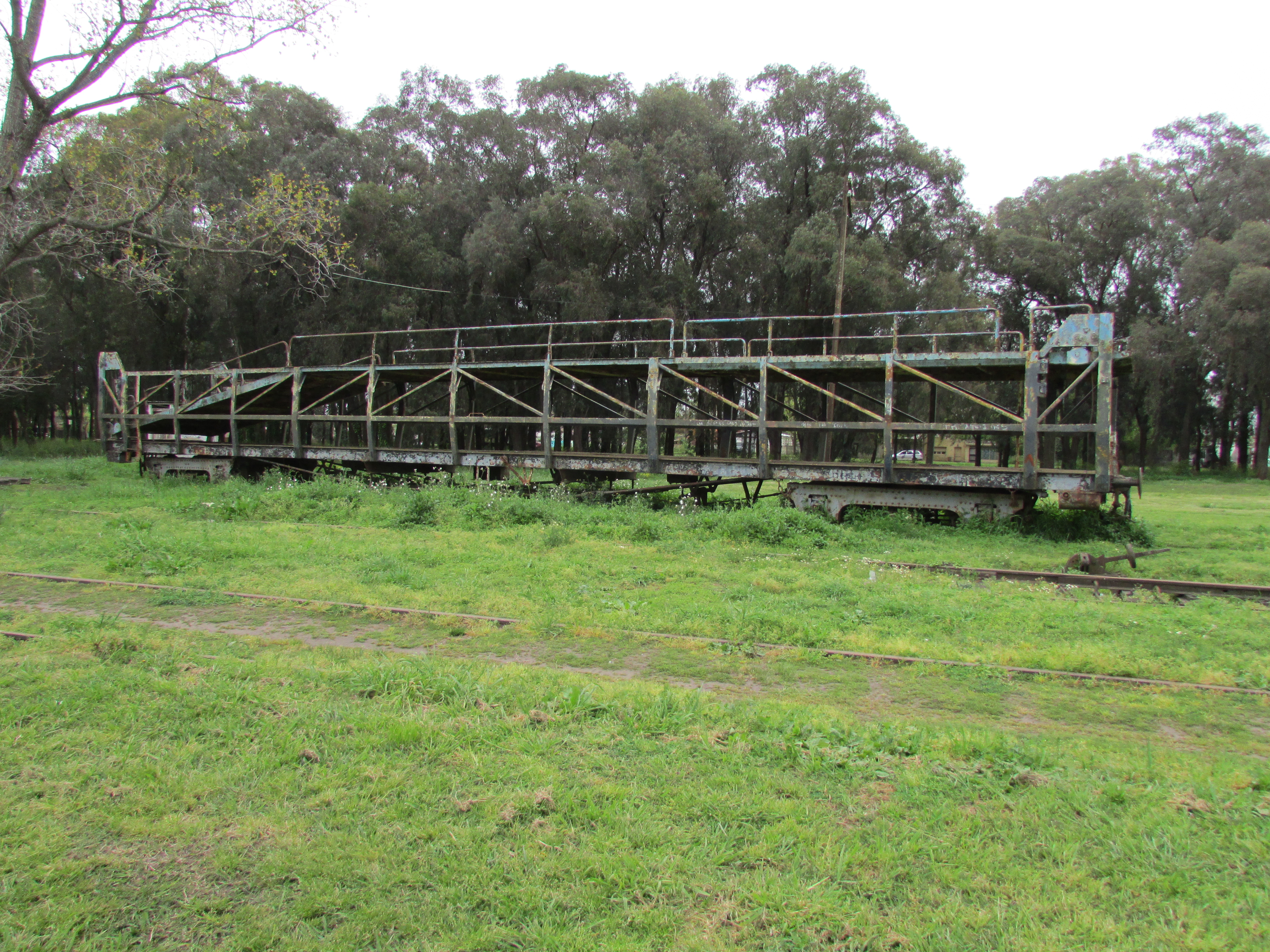
Bandeja automovilera
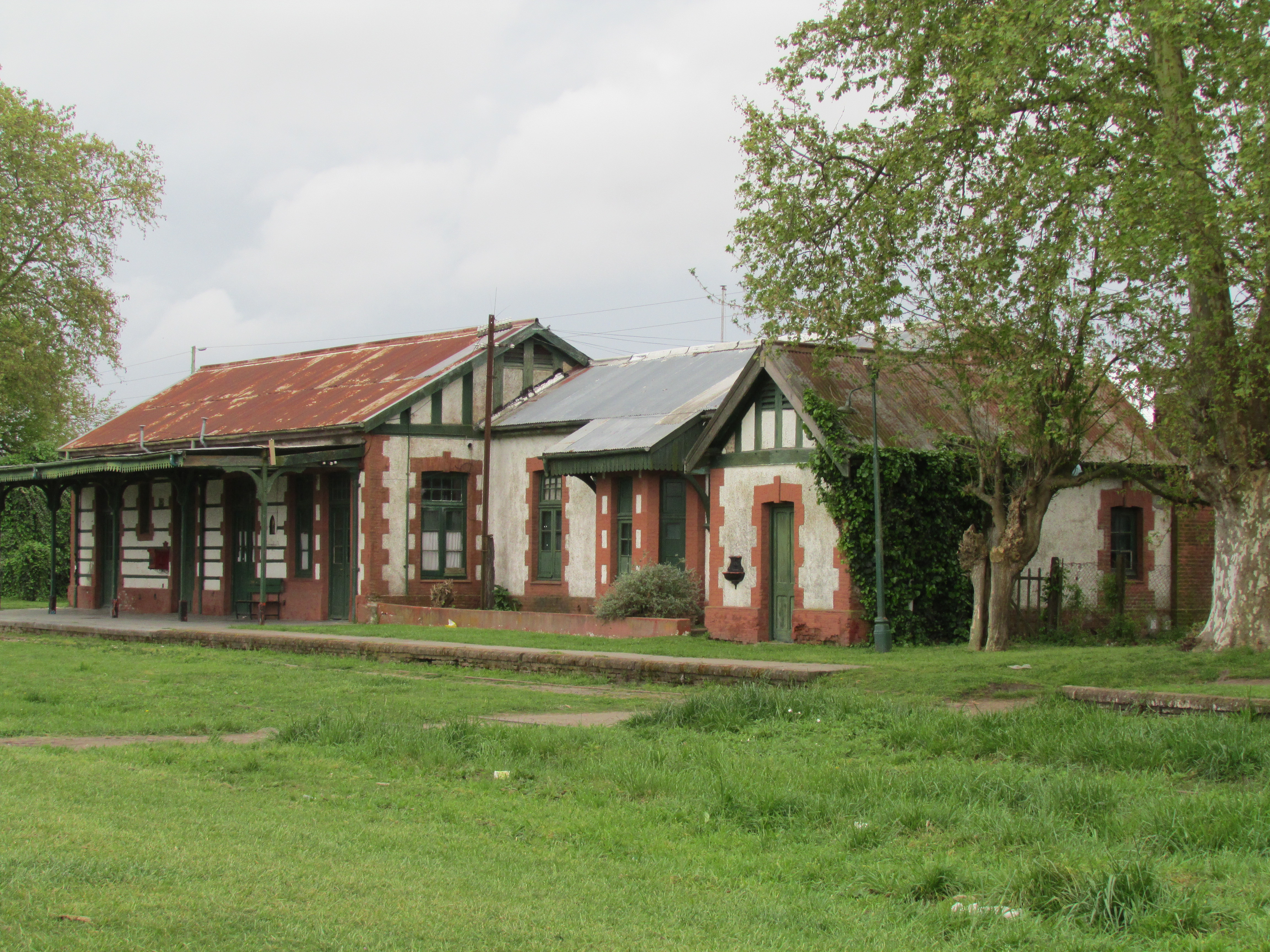
Edificio de la estación